# Petrotilapia
Petrotilapia is een geslacht van straalvinnige vissen uit de familie van de cichliden (Cichlidae).

## Soorten
- Petrotilapia chrysos Stauffer & van Snik, 1996
- Petrotilapia flaviventris Lundeba, Stauffer & Konings, 2011
- Petrotilapia genalutea Marsh, 1983
- Petrotilapia microgalana Ruffing, Lambert & Stauffer, 2006
- Petrotilapia mumboensis Lundeba, Stauffer & Konings, 2011
- Petrotilapia nigra Marsh, 1983
- Petrotilapia palingnathos Lundeba, Stauffer & Konings, 2011
- Petrotilapia pyroscelos Lundeba, Stauffer & Konings, 2011
- Petrotilapia tridentiger Trewavas, 1935
- Petrotilapia xanthos Lundeba, Stauffer & Konings, 2011